# Syndyas elongata
Syndyas elongata är en tvåvingeart som beskrevs av Meijere 1910. Syndyas elongata ingår i släktet Syndyas och familjen puckeldansflugor. Inga underarter finns listade i Catalogue of Life.